# Залокоть
Зало́коть — село Дрогобицького району Львівської області.
Село Залокоть дістало свою назву через своє географічне розташування. Якщо рухатись з села Опаки в сторону Залоктя через урочище Посіч, можемо спостерігати різкий поворот дороги (лікоть по давньому). Поселення ж виникло за локтем.

## Відомі люди
- Дуб Микола Михайлович — старший прапорщик Державної служби України з надзвичайних ситуацій, кавалер ордена «За мужність».
- Пагутяк Галина Василівна — українська письменниця, лауреат Шевченківської премії.
- Фриз Микола — старшина УПА, керівник ОУН у Франції, журналіст. У 2002 жителями села йому був становлений пам'ятник.